# Martinus van de Kimmenade
Martinus van de Kimmenade (18 oktober 1892 – 8 augustus 1972) was een Nederlands priester uit Vlierden, die zeer actief was in onder meer Nederland, België, Tanzania en Kenya. Hij schreef tevens een woordenboek van de taal van de Wasadawastam voor de Rijksuniversiteit Leiden. Van de Kimmenade stond ook bekend als de missionaris van de H. Geest in Tanzania.

## Jeugd
Martinus was een zoon van Peter van de Kimmenade (1850-1899) en Petronella van Bree (1865-1942). Reeds op jonge leeftijd kreeg hij de roeping om priester te worden. 
Hij begon zijn seminarieopleiding op 11 september 1906 in Weert. Dit was bij het Klein Seminarie Congregatie van de Paters van de Heilige Geest, aan de Coenraad Abelsstraat te Weert. Het klein seminarie kan vergeleken worden met een "middelbare school" voor jongens (in de leeftijd van 12-18) als een pre-seminarie school.

## Priesterschap en verdere carrière
Martinus deed zijn professie op 23 september 1915 in Gemert (provincie Noord-Brabant) en hij werd vervolgens in Leuven (België) tot priester gewijd op 7 december 1919. Daarna werd Martinus onderdirecteur in Gentinnes (provincie Waals-Brabant).
In 1922 werd hij als missionaris uitgezonden naar Kaandawe (provincie Bagamayo) te Tanzania. Hij werd in 1935 ziekenhuisdirecteur in Tegetero en bekleedde deze functie van 1939 tot 1941 in Maskat.
Martinus verbleef van 1941 tot 1946 in Kenya.
Vervolgens was Martibnus weer ziekenhuisdirecteur en overste van de novicen van 1946 tot 1950 in Tunuque in Tanzania. Vervolgens werkte hij in Kimamba.
Door Martinus' intensieve samenwerking met de lokale bevolking in Tanzania, kon hij de lokale kliktaal zich eigen maken.

## Terugkeer naar Nederland en overlijden
Martinus ging vanwege zijn gezondheid op 17 juli 1972 terug naar Gemert. Na een licht herstel overleed hij aan een hartverlamming op 8 augustus van datzelfde jaar.
Hij werd begraven op het kerkhof van de congregatie van de H. Geest in Gemert.

## Trivia
- Martinus kende de kliktaal van de Wasadawastammen zo goed dat hij voor de Rijksuniversiteit Leiden een woordenboek van deze taal vervaardigde. Martinus schreef hier onder meer in 1936 Les Sandawe (territoire du Tanganyika, Afrique). In: Anthropos, vol. 31, pp. 395-416 en in 1954 Essai de grammaire et vocabulaire de la langue Sandawe (voor de: Micro bibliotheca anthropos, vol. 9. Anthropos-Institut)[3]
- Martinus is familielid van de textielfamilie van de Kimmenade.